# Le Torquesne
Le Torquesne är en kommun i departementet Calvados i regionen Normandie i norra Frankrike. Kommunen ligger i kantonen Blangy-le-Château som ligger i arrondissementet Lisieux. År 2022 hade Le Torquesne 529 invånare.

## Befolkningsutveckling
Antalet invånare i kommunen Le Torquesne
Referens:INSEE